# 渥太華174號市道
渥太華174號市道，前稱渥太华–卡爾頓174號區道，常被稱為174高速公路，  是渥太华市的一条市級快速公路和市道，服务奥尔良和坎伯兰。417號省道與航空道的交界處至致禮路（渥太華57號市道）之間的四線快速公路被稱為皇后大道 (Queensway)，該名稱亦延續至市道完結以西的417號省道路段。此外，儘管這條路會穿過石地鎮和賀斯伯里鎮到达魁北克边境，但渥太华市边界以東的部分被称为普雷斯格和羅素縣道17號，而非渥太華174號市道。
該道路的路徑原為17號省道的路段，亦為渥太華至魁省邊境之間的加拿大橫貫公路路線。174號區道（時稱）則於1997年4月1日，也就是省政府將大量道路下放至市級政府的時候被拆分出來。橫貫公路的路線則被移至仍被省府管轄的417號省道。在1998年1月1日，174號區道再次被延伸，延伸至今天的長度。
2024年3月28日，安省省长道格·福特宣佈174號市道將會被省政府收回。 

## 路线描述

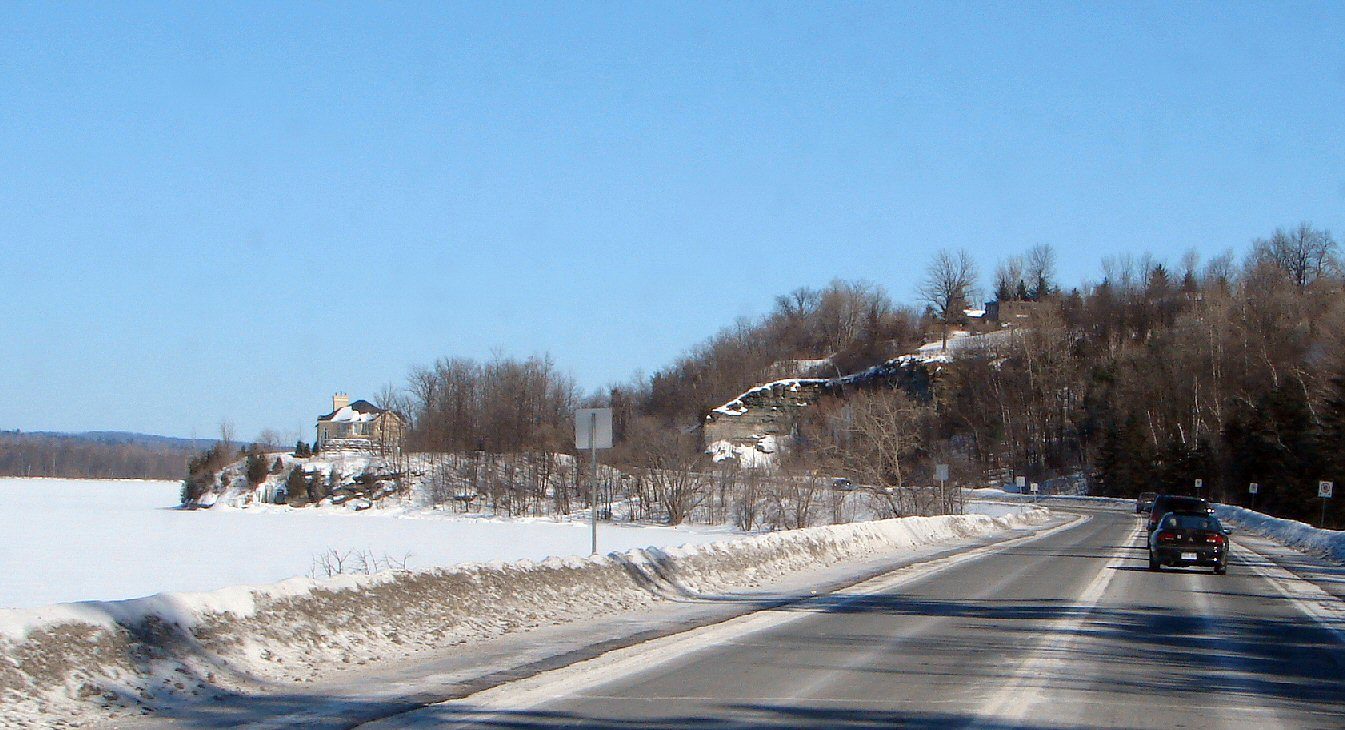
奥尔良和坎伯兰之间的渥太华路 174 号

渥太华174號市道是一條位於渥太華東部的快速公路，與417號省道的交匯處開始，到位於迦南路的市界為終。在致禮路以西，該路為一條高速公路，而在致禮路以東，該路則為一條雙線雙程的郊區主幹道。 從貝理雅路到奥尔良广场的路段上，兩側路肩皆有渥太華卡爾頓交通局專用的巴士專線。 在普雷斯科特和羅素联合县的县界处，該路則变成普雷斯科特-羅素縣道17号，继续开往賀斯伯里鎮。 
由與417號省道分裂開始，174號市道的行車線被匯合成一條四線高速公路，  並向东北方向延伸进入渥太华的筆架山社區。交匯處服務貝理雅路，然後，兩側的巴士專線與高速公路路肩相连。  此外，在公路中間，渥太華輕鐵1號線第二期的工程正在進行，東至致禮路。 在貝理雅路之後，公路向北彎曲，與吿士打東南側綠帶內的綠溪平行，然后與滿地可路（渥太華34號市道及17號省道的原路線  ）。其後，公路跨過绿溪，穿越農田後進入睡城奧爾良。   
在奧爾良，174號市道沿著8.5（5.3英里）長的垂直路段穿越該區北部，並分別在圣女贞德大道（渥太华55號市道）和 Champlain街設有交匯處。在兩個交匯處之間，奧爾良大道 (Orleans Boulevard) 以一條天橋跨越該公路，而奥尔良广场亦位於大道上。最后一个交匯處位於十號界線路 (渥太華47/47A號市道)，位于奧爾良廣場的東北方向。在與致禮路平面交匯後，174號市道變為雙線雙程。   
在致禮路以東，174號市道漸漸向東遊走，並沿着渥太华河南岸延伸。該公路沿著原17號公路的路線，也就是老滿地可路，穿過甘白蘭村。  該公路在甘白蘭傳統村以北行走，並離開該村。其後，174 号公路不久后在與迦南路 (Canaan Road) 的路口結束，並以普雷斯科特和羅素聯合縣17號縣道的名稱延續至魁省省界。  